# Isabel Salgado
Pour les articles homonymes, voir Salgado.
Maria Isabel Barroso Salgado Alencar, dite Isabel Salgado, née le 2 août 1960 à Rio de Janeiro et morte le 16 novembre 2022 à São Paulo, est une joueuse de volley-ball et de beach-volley brésilienne.

## Carrière

### Club
Isabel Salgado est la première joueuse brésilienne de volley-ball ayant joué dans une ligue étrangère, dans le championnat d'Italie en 1980 avec Modène. Avant cela, elle est sacrée championne nationale avec le Flamengo à deux occasions dans les années 1970.

### Sélection nationale
Avec la sélection nationale, Isabel Salgado est médaillée de bronze aux Jeux panaméricains de 1979 à Porto Rico et médaillée d'or au Championnat d'Amérique du Sud féminin de volley-ball des moins de 20 ans 1976. Elle participe à deux occasions aux Jeux olympiques dans les années 1980, ainsi qu'au Championnat du monde  1986.

### Beach-volley
Isabel Salgado est championne du monde de beach-volley en 1994 à Miami avec Roseli Timm (pt), et obtient trois médailles d'argent mondiales et trois médailles de bronze mondiales, arrivant à devenir numéro une au classement mondial. Elle prend sa retraite en 1997 pour s'occuper de ses enfants.

## Vie privée et mort
Isabel Salgado a été la compagne du joueur de tennis Thomaz Koch pendant une dizaine d'années.
En 2012, elle se remarie avec le cinéaste Ruy Solberg, avec qui elle était mariée il y a 15 ans.
Ses enfants, Pedro Solberg, Maria Clara Salgado et Carol Solberg, sont des joueurs de beach-volley,.
Elle meurt d'un syndrome de difficulté respiratoire aiguë (SDRA) à São Paulo le 16 novembre 2022 à l'âge de 62 ans.